# Премката
Премката е седловина в Източна Рила.
Разположена е в Белмекенския поддял между върховете Равни връх и Белмекен. През седловината преминават пътеките за хижа „Белмекен“, язовир „Белмекен“ и върховете Белмекен, Равни връх и Плевнята.